# Lycée Chateaubriand (Rennes)
Pour les articles homonymes, voir Lycée Chateaubriand (Rome), Chateaubriand et Chateaubriant.
Le lycée Chateaubriand de Rennes est un lycée public. Il accueille près de 2 000 élèves du second cycle (secondes générales, premières générales et terminales générales) et de CPGE (classes préparatoires littéraires, économiques-commerciales ECG, scientifiques BCPST, MP, PC et PSI). Le lycée a également la particularité de proposer une section binationale Abibac pour les élèves de second cycle.
Il est aujourd’hui le principal pôle de l’académie de Rennes pour les classes préparatoires aux grandes écoles.
L'établissement est nommé en l'honneur de l'écrivain breton François-René de Chateaubriand.

## Histoire
Créé le 17 octobre 1802avec les huit autres premiers lycées français, le lycée de Rennes occupa longtemps les bâtiments de l’ancien collège de Jésuites (aujourd'hui lycée Émile-Zola) que le jeune François-René de Chateaubriand avait fréquenté en 1781 et 1782. L'établissement reçut le 6 juin 1961 le nom de lycée Chateaubriand. 
L’expansion  de  la  ville  et  l’allongement  des  études  imposèrent  de  construire  de  nouveaux  établissements  scolaires.  Le  transfert  fut  donc  décidé  pour  des  locaux  situés  Boulevard  de  Vitré.  Il s'opéra un  transfert  partiel  de  quelques  classes  secondaires en  1967  dans  ce  qui  était  nommé  annexe  des  Gayeulles. Mais c'est à la rentrée de septembre 1968 que la  totalité  des  classes  préparatoires  du lycée  quitta  le  centre  ville. Réunissant  désormais second  cycle  et  classes  préparatoires, l’établissement  retrouva  le  nom  de  lycée  Chateaubriand, selon une décision du conseil municipal qui décida que le transfert des classes préparatoires imposait le transfert du nom.
En 1998, une revue (Atala) a été créée. Elle a depuis pris une ampleur qui dépasse le cadre de l'établissement.
Le 22 novembre 2008, le lycée Chateaubriand fêtait le 40e anniversaire de son installation au 136 boulevard de Vitré.

## Second cycle

### Structure pédagogique
Le lycée propose un enseignement visant le baccalauréat général. Il accueille 24 classes de second cycle pour environ 880 élèves, dont 8 classes de secondes générales ou technologiques. Les premières et terminales possèdent chacune 8 classes, dont 1 littéraire, 3 économiques et sociales, et 4 scientifiques filière SVT.

### Section Abibac
La section Abibac prépare les élèves à la fois au baccalauréat et à son équivalent allemand, l'Abitur. À l'issue d'un cursus de trois années (seconde, première, terminale), ils ont la possibilité d'obtenir deux diplômes. Une partie des enseignements se fait donc exclusivement en langue allemande, par des professeurs allemands : 6 heures de langue et littérature allemande, 2 heures d'histoire, et 2 heures de géographie. En fin de seconde, les élèves effectuent un séjour dans établissement scolaire allemand d'au moins six semaines.
La capacité d’accueil en seconde au lycée Chateaubriand est de 48 élèves. Cette section binationale est ouverte à des élèves issus de troisième, ayant acquis une bonne connaissance de l’allemand, possédant un bon niveau général et une forte motivation pour la langue et la culture allemandes.
Depuis sa création en 1995, la section Abibac du lycée a permis à 754 élèves d'obtenir simultanément le baccalauréat et l'Abitur. Cela représente 97 % des candidats, dont environ la moitié obtiennent le baccalauréat avec mention « Très bien ».

### Classement du lycée
En 2015, le lycée se classe 23e sur 37 au niveau départemental quant à la qualité d'enseignement, et 1296e au niveau national. Le classement s'établit sur trois critères : le taux de réussite au bac, la proportion d'élèves de première qui obtient le baccalauréat en ayant fait les deux dernières années de leur scolarité dans l'établissement, et la valeur ajoutée (calculée à partir de l'origine sociale des élèves, de leur âge et de leurs résultats au diplôme national du brevet).

## Classes préparatoires
Plus de 1 100 étudiants sont répartis dans 4 filières et 26 classes entre les deux années d'études : 4 Littéraires, 4 Économique et Commerciale, 6 BCPST, et 12 MP-PC-PSI. Les deux classes de PSI font partie du pôle PCSI-PSI commun aux lycées Chateaubriand et Joliot Curie.  
L'alliance entre les deux lycées permet de pourvoir une classe de PTSI puis de PT* dans le lycée Joliot-Curie. 
Le lycée dispose de classes de MP, PC et PSI étoilées. Les CPGE scientifiques de première année se composent de 3 BCPST, 3 MPSI et 3 PCSI. 
Le lycée dispose d'une Khâgne A/L Classique (Paris-Ulm), d'une Khâgne A/L Moderne (Lyon) et d'une Khâgne « Chartes ». 

### Classement des CPGE
Le classement national des classes préparatoires aux grandes écoles (CPGE) se fait en fonction du taux d'admission des élèves dans les grandes écoles. 
En 2016, L'Étudiant donnait le classement suivant des CPGE du lycée pour les concours de 2015 :
| Filière | Élèves admis dans une grande école* | Taux d'admission* | Taux moyen sur 5 ans | Classement national | Évolution sur un an |
| --- | ----------------------------------- | ----------------- | -------------------- | ------------------- | ------------------- |
| ECE | 5 / 40 élèves                       | 12,5 %            | 9,4 %                | 18e sur 110         | 2                   |
| ECS | 10 / 48 élèves                      | 20,8 %            | 24,9 %               | 19e sur 103         | 1                   |
| Khâgne A/L | 3 / 25 élèves                       | 12 %              | 10,4 %               | 5e sur 44           | 10                  |
| Khâgne LSH | 7 / 44 élèves                       | 15,9 %            | 11 %                 | 4e sur 84           | 4                   |
| MP / MP* | 21 / 107 élèves                     | 19,6 %            | 19,1 %               | 20e sur 119         | 2                   |
| PC / PC* | 8 / 78 élèves                       | 10,3 %            | 9,4 %                | 23e sur 119         | 1                   |
| PSI / PSI* | 21 / 81 élèves                      | 25,9 %            | 19,5 %               | 21e sur 123         | 5                   |
| BCPST | 69 / 114 élèves                     | 60,5 %            | 48,3 %               | 11e sur 54          | 1                   |
| Source : Classement 2016 des prépas - L'Étudiant (Concours de 2015). * le taux d'admission dépend des grandes écoles retenues par l'étude. En filières ECE et ECS, ce sont HEC, ESSEC, et l'ESCP. Pour les khâgnes, ce sont l'ENSAE, l'ENC, les 3 ENS, et 5 écoles de commerce (HEC, ESSEC, ESCP, EM Lyon et EDHEC). En filières scientifiques, ce sont un panier de 11 à 17 écoles d'ingénieurs qui ont été retenus selon la filière (MP, PC, PSI, PT* ou BCPST). |                                     |                   |                      |                     |                     |

## Vie scolaire
Le lycée dispose d'un internat de 525 places, dont 425 places pour les étudiants en classes préparatoires et 100 places pour les élèves de la section Abibac. Une partie de l'internat a été rénové thermiquement en 2013. Les étudiants de première année en CPGE partagent en majorité des chambres doubles.

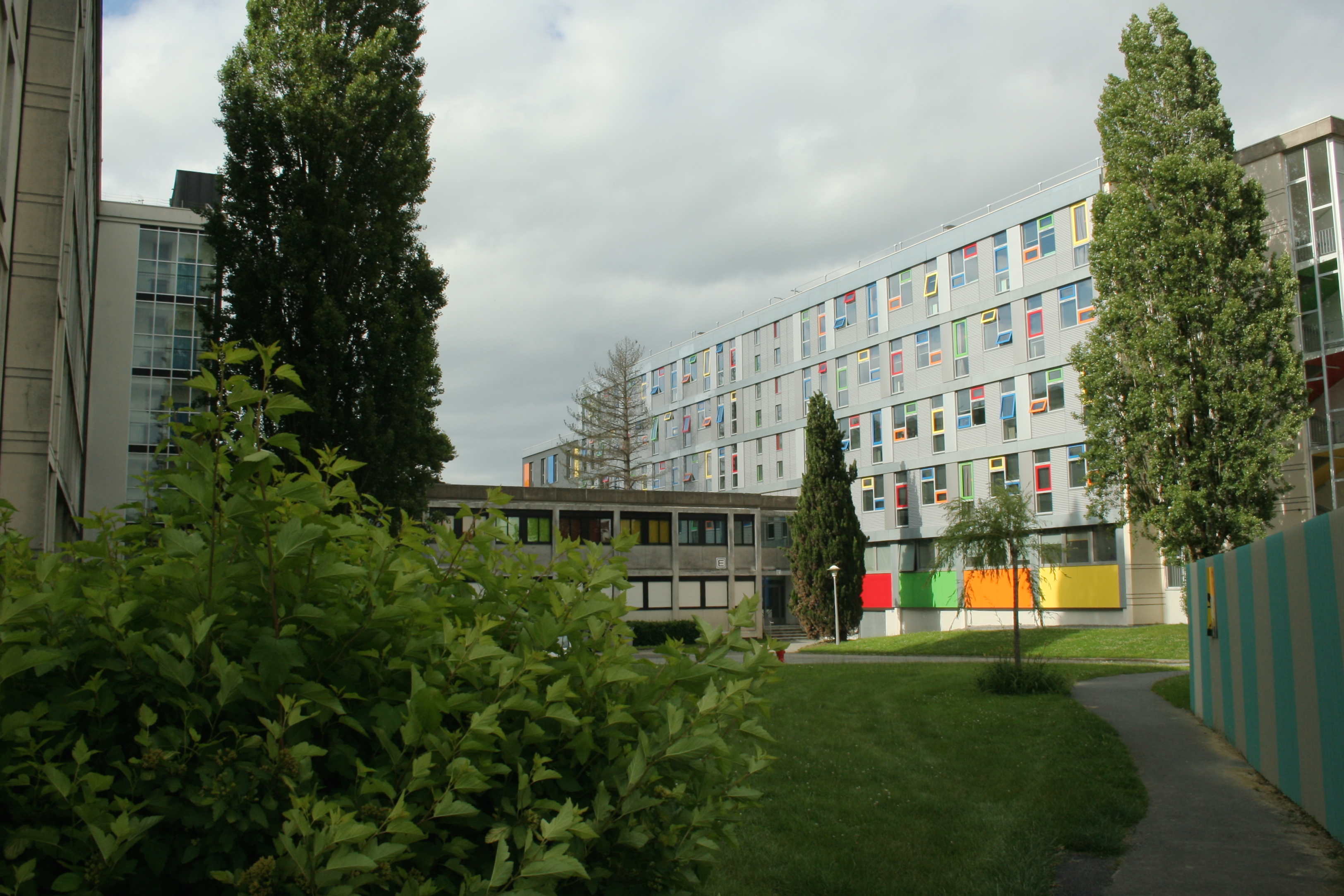
Partie rénovée de l'internat et bât. E
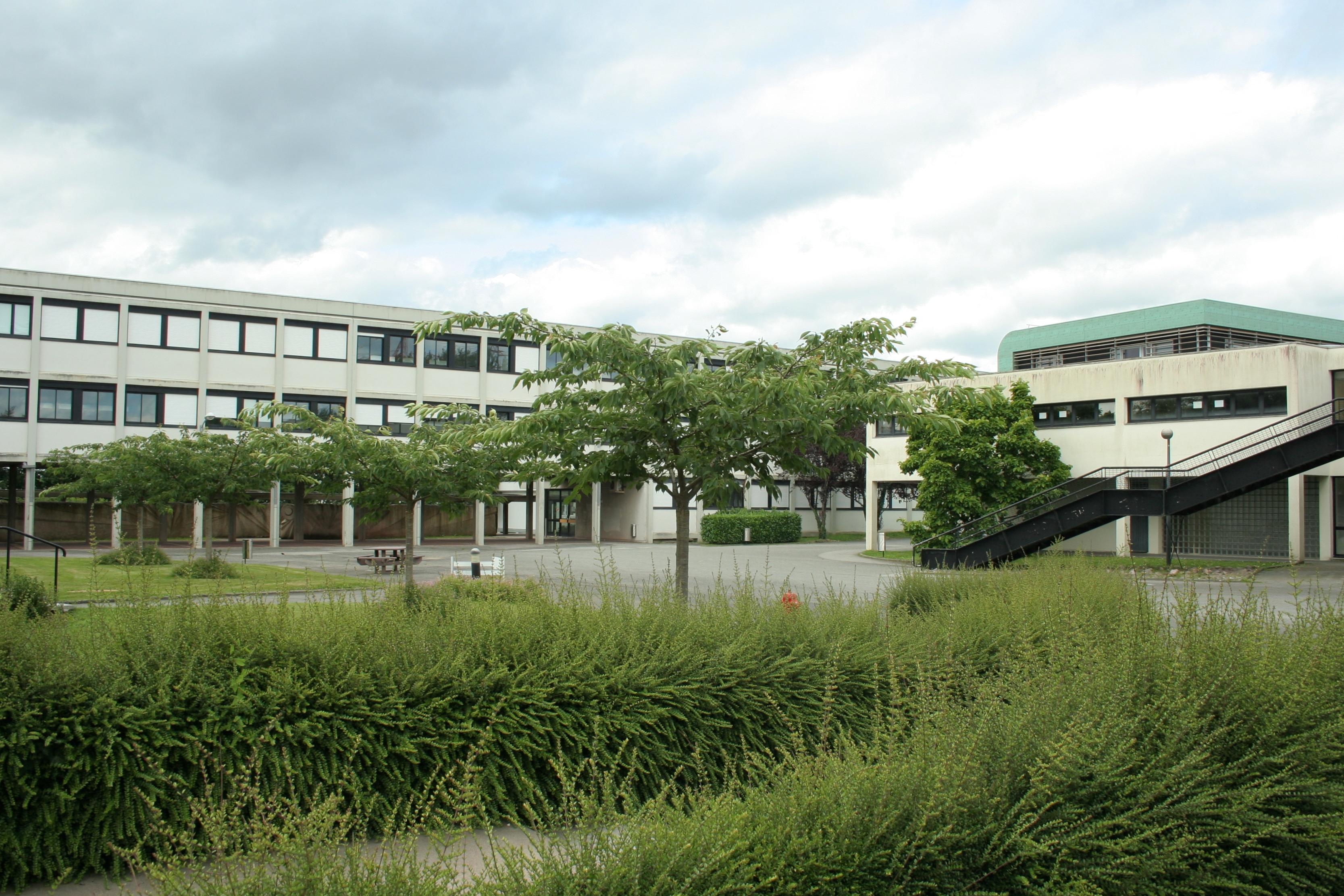
Partie du bât. B et CDI à droite
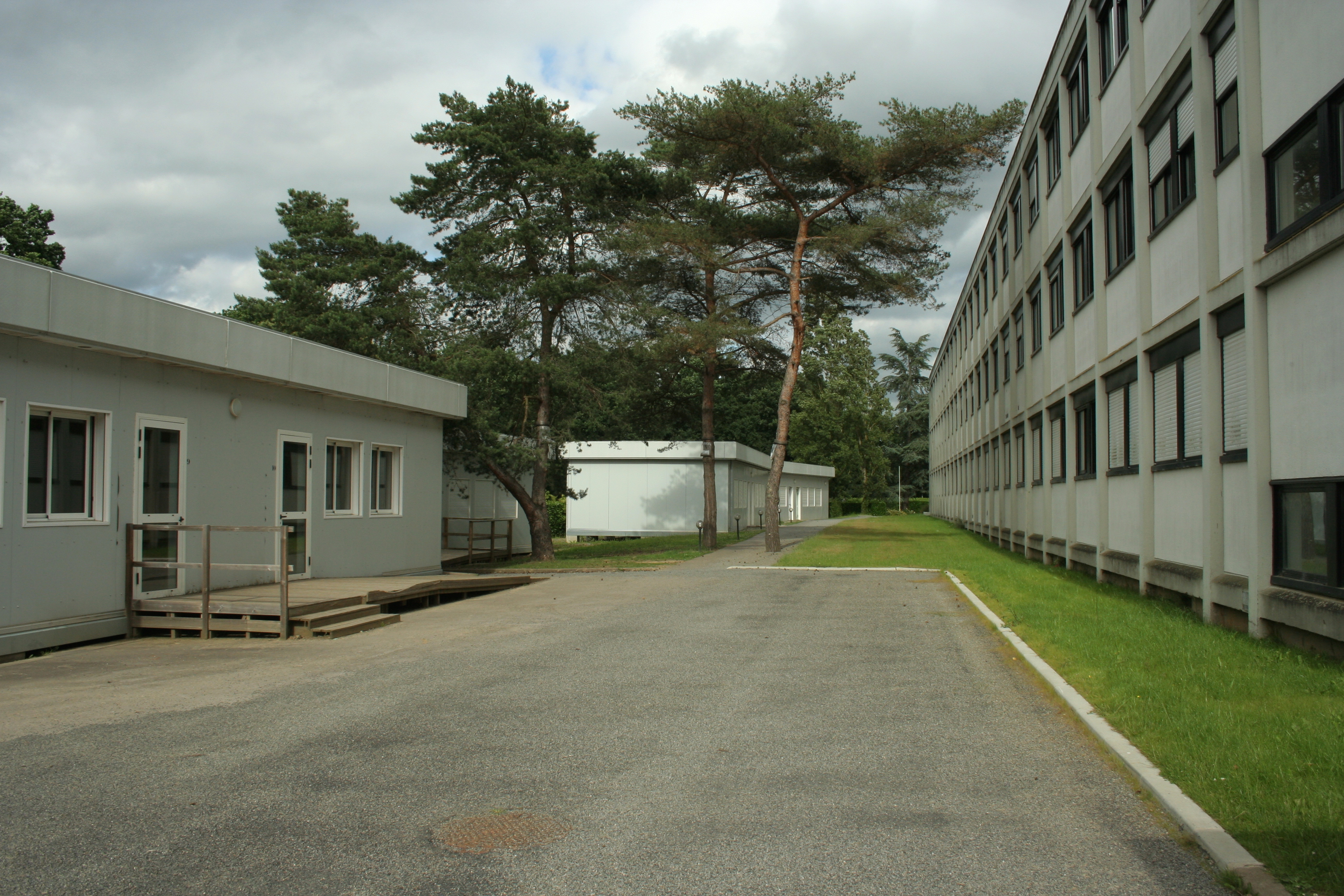
Bât. B à droite et Unités mobiles
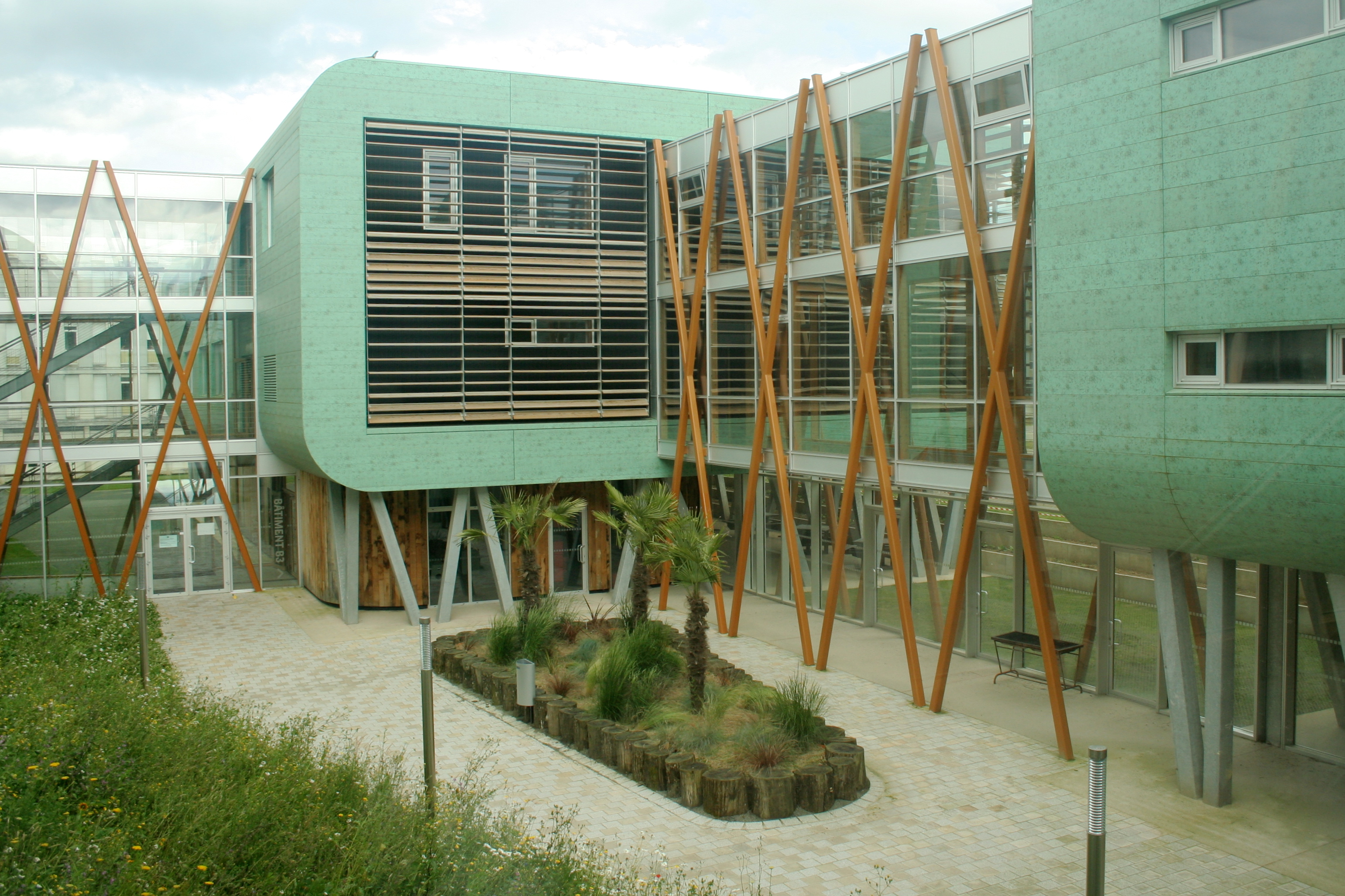
Partie du nouveau bâtiment de sciences

## Professeurs célèbres
- Jean Couy (1910-1973), peintre et graveur, professeur de dessin au lycée de 1935 à 1939.

## Anciens élèves célèbres
- Jean Jouzel, scientifique climatologue, auteur du GIEC
- Laurent Mauduit, journaliste, cofondateur de Mediapart
- Guillaume Garot, député-maire de Laval, président de la communauté d'agglomération de Laval
- Khalid Lachheb, polytechnicien, champion d'Europe junior du saut à la perche en 1993 durant sa scolarité au lycée
- Taoufik Lachheb, polytechnicien, vice-champion d'Europe junior du saut à la perche en 1993 durant sa scolarité au lycée
- Michel Lagrée, professeur des universités à l'université Rennes-II
- Étienne Daho, chanteur
- Mona Ozouf, historienne
- Christian Gourcuff, footballeur puis entraîneur du FC Lorient
- Alfred Jarry, écrivain
- Philippe Le Guillou, écrivain
- Jérôme Fagnet, Broken Back, auteur-compositeur-interprète

## Tournoi de football des CPGE
Un tournoi de football est organisé chaque année par les élèves des classes préparatoires et l'Association AS3E. Au fil des années, ces rencontres se sont imposées comme des évènements majeurs de la vie du Lycée. C'est l'occasion pour les classes préparatoires de former des équipes et de s'affronter au cours d'une compétition qui dure toute l'année. Séparé en deux tableaux féminin et masculin, le tournoi commence avec une phase de poules de septembre à mars. Ensuite, les meilleures formations s'affrontent en huitièmes, en quarts puis en demies, jusqu’à la finale qui se déroule généralement au mois de juin. Le tournoi se fait remarquer par ses tirages au sort originaux, sur le plateau de Téléfoot par Bixente Lizarazu et Édouard Cissé en 2017, puis par le consultant Pierre Ménès en 2018.

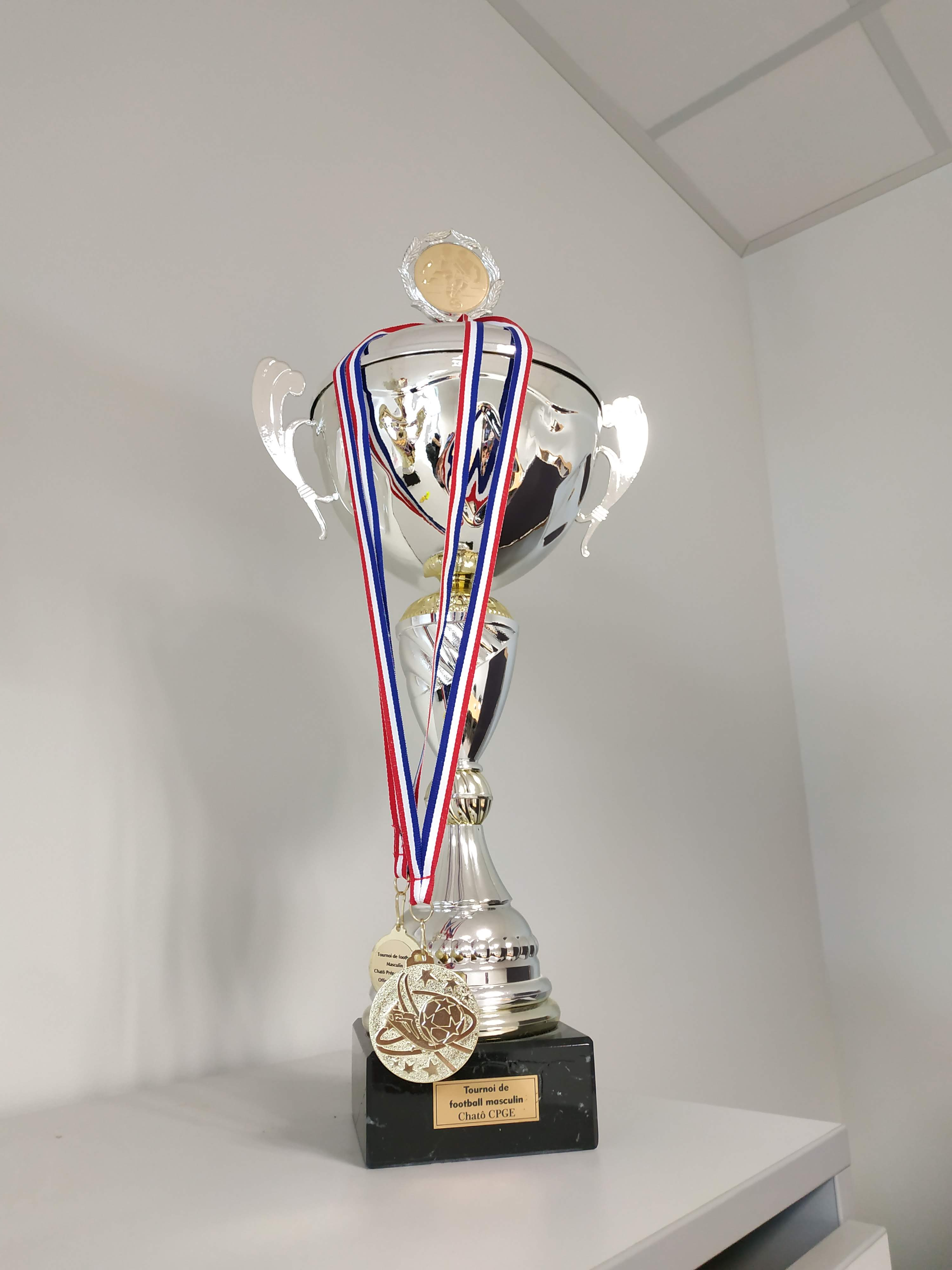
Trophée du Tournoi du Lycée

| Edition                                                 | Vainqueur | Score de la finale | Finaliste | Organisateurs |
| ------------------------------------------------------- | --------- | ------------------ | --------- | ------------- |
| 2012-2013                                               | BCPST-Spé | -                  | Khâgnes   | -             |
| 2013-2014                                               | BCPST-Spé | -                  | ECS       | PC            |
| 2014-2015                                               | ECS       | -                  | PC        | MPSI-1        |
| 2015-2016                                               | PC        | -                  | ECS       | ECS-2         |
| 2016-2017                                               | MPSI-Spé  | -                  | ECS       | PCSI-1        |
| 2017-2018                                               | ECS       | -                  | PCSI spés | ECE           |
| 2018-2019                                               | ECE       | -                  | PCSI-2-PC | MP2           |
| 2021-2022                                               | BCPST-Spé | -                  | MPSI1     | ECE           |
| 2022-2023                                               | ECS       | 2-1                | BCPST-Spé | PT            |
| 2023-2024                                               | ECE       | 2-0                | BCPST-Spé | MPSI2         |
| Sources: Page officielle Tournoi de football CPGE Chatô |           |                    |           |               |

| Edition                                                 | Vainqueur | Score de la finale | Finaliste | Organisateurs |
| ------------------------------------------------------- | --------- | ------------------ | --------- | ------------- |
| 2006-2007                                               | PTSI      | -                  | -         | -             |
| 2007-2008                                               | PCSI-1    | -                  | -         | PTSI          |
| 2008-2009                                               | PC        | -                  | -         | PCSI-1        |
| 2009-2010                                               | ECS1      | -                  | -         | PC            |
| 2010-2011                                               | PC        | -                  | -         | ESC-1         |
| 2011-2012                                               | PCSI-1    | -                  | PCSI-3    | PC            |
| 2012-2013                                               | PC        | 2-0                | PSI-JOL   | PCSI-1        |
| 2013-2014                                               | MPSI-1    | 1-0                | PTSI      | PC            |
| 2014-2015                                               | ECS-1     | 2-1                | PT-1      | MPSI-1        |
| 2015-2016                                               | PCSI-1    | 3-1                | MPSI-1    | ECS-2         |
| 2016-2017                                               | ECE       | 2-0                | PC        | MPSI-1        |
| 2017-2018                                               | PC*       | 1-1 (3-1 Tab)      | ATS       | ECE           |
| 2018-2019                                               | PT*       | 1-1 (3-2 Tab)      | PC*       | PC*           |
| 2021-2022                                               | PT        | 3-2                | ECE       | ECE           |
| 2022-2023                                               | MPSI-2    | 4-1                | BCPST-Sup | PT            |
| 2023-2024                                               | MPSI-1    | 3-1                | BCPST-Spé | MPSI-2        |
| Sources: Page officielle Tournoi de football CPGE Chatô |           |                    |           |               |